# Гришки (Решетиловский район)
Гришки (укр. Гришки) — село,
Малобакайский сельский совет,
Решетиловский район,
Полтавская область,
Украина.
Код КОАТУУ — 5324282203. Население по переписи 2001 года составляло 0 человек.

## Географическое положение
Село Гришки находится на берегу пересыхающей речушки,
на противоположном берегу которой расположено село Бакай.